# 少弐資元
少弐 資元（しょうに すけもと）は、戦国時代の大名。少弐氏16代当主。

## 生涯
長享3年/延徳元年（1489年）、肥前国の戦国大名・少弐政資の子として誕生。
明応6年（1497年）、父・政資と兄・高経は、室町幕府からの追討令を得た周防国の大内氏によって攻め滅ぼされた。
当時の資元は幼児であったので、横岳資貞ら旧臣たちに肥前国三根郡西島城にて保護されていた。元服の際に豊後国の大友政親の後押しを受けて、少弐氏を再興する。
享禄3年（1530年）、大内義隆の命を受けた筑前国守護代・杉興運の侵攻を受けるが、田手畷の戦いにて家臣の龍造寺家兼らの働きによりこれを撃退した。しかしこのため、龍造寺氏の力が台頭することにもなり、少弐氏の力は次第に衰退してゆく。また、度重なる大内氏の侵攻に耐えられなくなり家兼の進言を受け義隆と和議を結ぶが、この和議は謀略で、天文4年（1535年）、資元は大内氏に領地をすべて取り上げられた。
天文5年（1536年）、大宰大弐の官を得た義隆は家臣の陶興房に資元を攻撃させ、資元は専称寺で自害した。子・冬尚は蓮池城の小田資光（政光の祖父）の下に落ち延び、少弐氏の血脈を保った。
資元最期の地となった専称寺は、39年前に父・政資が自決をした場所でもあり、親子の墓碑が並んで現存している。

## 偏諱を受けた人物
- 江上元種（江上氏、江上武種の叔父にあたり、資元の擁立に貢献）
- 小田元光（小田氏、資光の子、政光の父）
- 少弐元盛（四男、※資元が自害した当時まだ1歳であり、元服の際に亡き父・資元の1字を取った）